# Šťáhlavy (železniční zastávka)
Šťáhlavy jsou železniční zastávka v centrální části obce Šťáhlavy v okrese Plzeň-město v Plzeňském kraji nedaleko řeky Úslavy. Leží na jednokolejné elektrizované trati Plzeň – České Budějovice (25 kV, 50 Hz AC).

## Historie
Původní železniční stanice byla vybudována jakožto součást Dráhy císaře Františka Josefa (KFJB) spojující Vídeň, České Budějovice a Plzeň, roku 1872 prodloužené až do Chebu na hranici Německa, podle typizovaného stavebního návrhu. 1. září 1868 byl s místním nádražím uveden do provozu celý nový úsek trasy z Českých Budějovic do Plzně.
Elektrický provoz na trati procházející zastávkou byl zahájen 1. dubna 1962.

## Popis
Nachází se zde jedno nekryté jednostranné nástupiště.